# Les Bains Douches 18 December 1979
| Críticas profissionais | Críticas profissionais |
| Avaliações da crítica  | Avaliações da crítica  |
| Fonte                  | Avaliação              |
| ---------------------- | ---------------------- |
| All Music Guide        | link                   |

Les Bains Douches 18 December 1979 é um álbum ao vivo da banda britânica de pós-punk Joy Division, lançado em Abril de 2001. Ele é o registro de uma apresentação da banda em Paris, no dia 18 de dezembro de 1979. Há também faixas adicionais extraídas de dois shows realizados nos Países Baixos, em Janeiro de 1980.

## Faixas
Todas as faixas por Joy Division
1. "Disorder" – 3:21
2. "Love Will Tear Us Apart" – 3:17
3. "Insight" – 3:25
4. "Shadowplay" – 3:46
5. "Transmission" – 3:19
6. "Day of the Lords" – 4:39
7. "Twenty Four Hours" – 4:12
8. "These Days" – 3:42
9. "A Means to an End" – 4:17
10. "Passover" – 2:18
11. "New Dawn Fades" – 4:40
12. "Atrocity Exhibition" – 6:56
13. "Digital" – 3:39
14. "Dead Souls" – 4:46
15. "Autosuggestion" – 4:13
16. "Atmosphere" – 4:47